# 岩倉乗具
岩倉 乗具（いわくら のりとも）は、江戸時代前期から中期の公卿。官位は正二位・権大納言。

## 経歴
初名は具統。千種家の嫡男だったが、千種家は岩倉家の分家筋にあたるため、子のない本家の具詮の養子に入って岩倉家を継いだ。延宝8年（1680年）に元服とともに叙爵。以降、右少将や右中将などの官職をつとめ、官位も累進し、元禄16年（1703年）には従三位となり、公卿に列する。宝永4年（1707年）には具偈と改名し、参議となった。正徳3年（1713年）に従二位権中納言。享保4年（1719年）に乗具と改名。享保9年（1724年）に羽林家最高位の権大納言に就任。享保10年（1725年）には正二位となった。
次男有敬を実父有維、三男賞雅を植松雅孝の養子に入れている。

## 系譜
- 父：千種有維
- 母：家女房
- 養父：岩倉具詮
- 妻：家女房
  - 長男：千種有敬（1687-1738）
  - 次男：岩倉恒具（1701-1760）
  - 三男：植松賞雅（1705-1785）